# St. Martin (Cleverbrück)

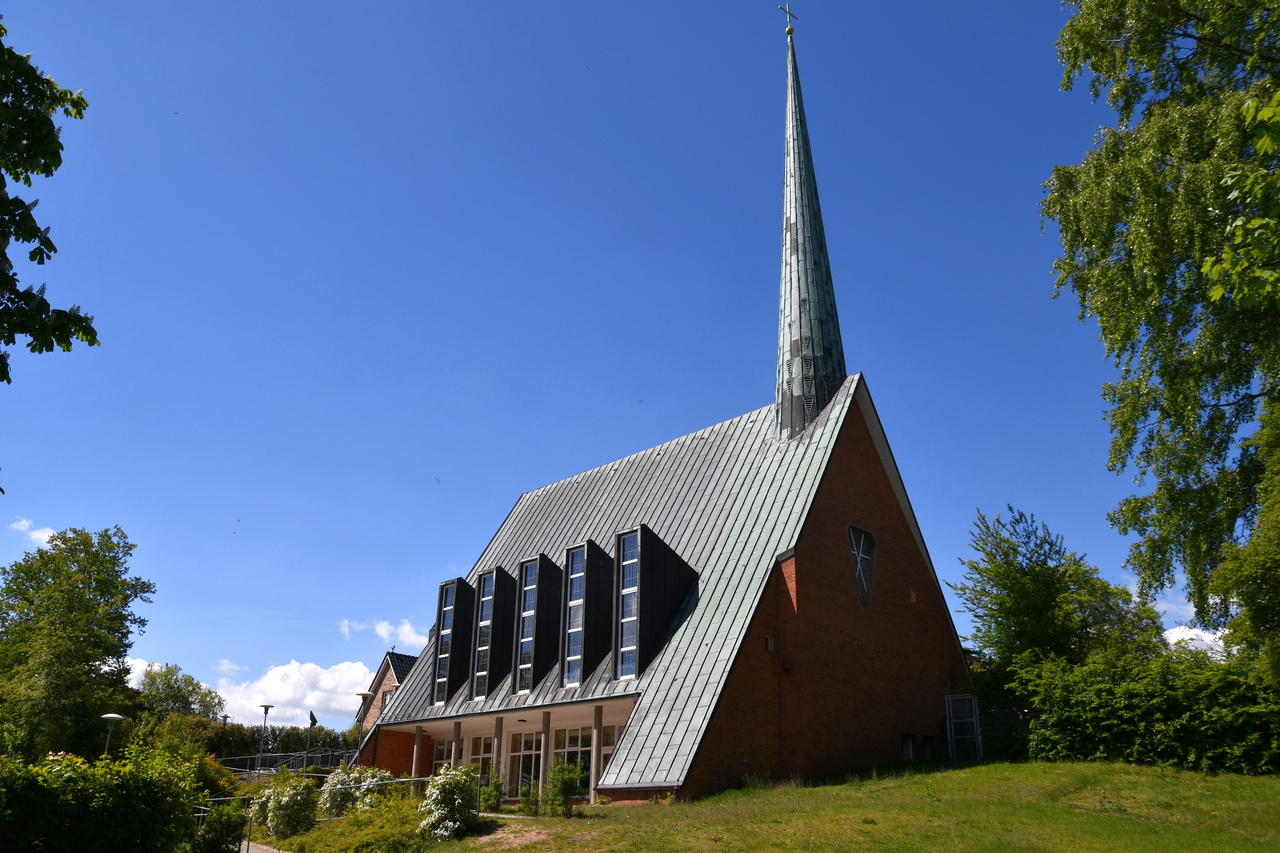
St. Martin (2019)

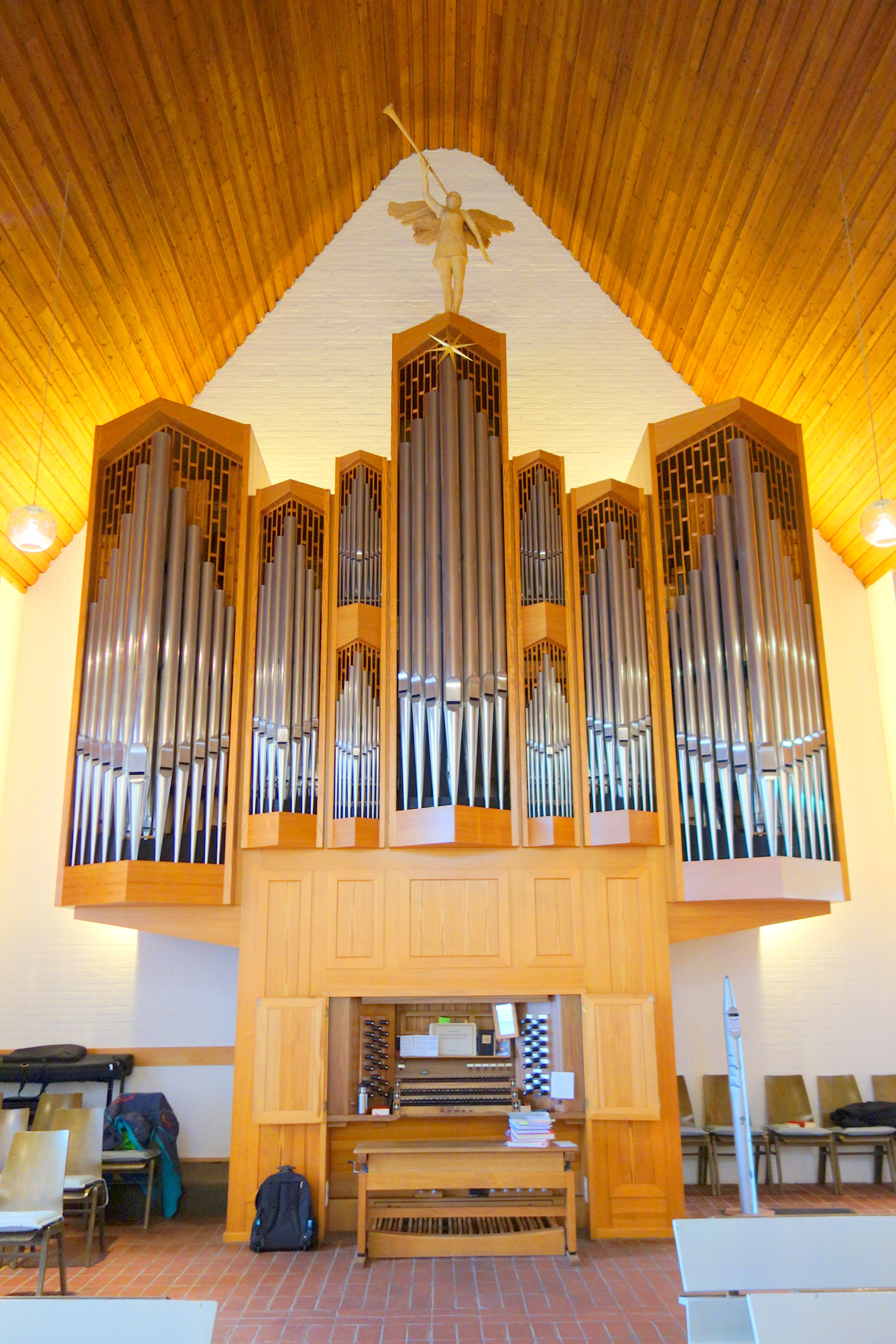
Orgel

St. Martin ist ein evangelisch-lutherisches Kirchengebäude im Bad Schwartauer Ortsteil Cleverbrück. Die Kirche wurde zwischen 1963 und 1964 erbaut. Sie ist dem hl. Martin von Tours gewidmet. Die Kirche soll ein Bindeglied zwischen dem wohlhabenden Villenviertel und den neu erbauten Wohnsiedlungen sein.

## Geschichte
Das Bevölkerungszuwachstum in Cleverbrück in der Nachkriegszeit machte den Bau einer neuen Kirche notwendig. Mit der Gründung eines Kirchenbauvereins um 1955/56 wurde die Entschlossenheit manifestiert, eine Kirche zu errichten. Nach Genehmigung einer eigenen Pfarrerstelle durch Landeskirche am 18. Juli 1957 für Cleverbrück innerhalb der Gemeinde Rensefeld, wurde die Pausenhalle der Grundschule Cleverbrück für Gottesdienste genutzt. Die Grundsteinlegung zum Pastorat konnte am 7. August 1958 begangen werden, die Martinskapelle wurde am 18. November 1959 eingeweiht.
Nachdem am 1. April 1960 die Gemeinde zur selbstständigen Kirchengemeinde erhoben wurde, fand am 20. März 1960 der fand der erste Spatenstich für den neuen Kirchenbau statt. Am 23. Juni 1963 erfolgte die Grundsteinlegung, am 21. März 1964 wurde die Kirche eingeweiht.
Im September 2024 wurde mit Wirkung vom 1. Januar 2025 die Aufhebung der Evangelisch-Lutherischen Kirchengemeinde Bad Schwartau, der Evangelisch-Lutherischen Kirchengemeinde Rensefeld und der Evangelisch-Lutherischen Kirchengemeinde St. Martin Cleverbrück und die Bildung der Evangelisch-Lutherische Kirchengemeinde Schwartau angeordnet.

## Kirchenbau
Die Architekten Gerhard und Dieter Langmaack nutzten die Hanglage des Baugeländes geschickt aus: Im unteren Teil, zur Schmiedekoppel hin, befindet sich der Gemeindesaal mit Bühne und Nebenräumen, oberhalb und damit auf gleicher Höhe mit der Siedlung am Barger Weg befindet sich die Kirche. Sie liegt mit ihrem Dach und dem spitzen Dachreiter markant auf der Clever Höhe. Die hohe Decke aus Holz, welche in Form eines Zeltes gestaltet ist gibt dem Innenraum Weite.

## Orgel
Die erste Orgel baute 1968 die Firma Michael Becker aus Kupfermühle, mit 14 Registern. 1983 wurde eine neue Orgel von der Firma Noeske aus Rotenburg an der Fulda eingebaut. Die 40 Register verteilen sich auf drei Manuale und Pedal.

## Glocken
Im Turm befinden sich drei Glocken, welche bereits 1960 von den Gebrüdern Bachert aus Bad Friedrichshall gegossen wurden. Sie haben die Schlagtöne: b1, des2, es2.